# Онодэра, Рёдзи
Рёдзи Онодэ́ра (яп. 小野寺 亮二; род. 13 декабря 1960) — японский кёрлингист и тренер по кёрлингу.
Играет в основном на позициях второго и первого.
Многократно был тренером женской сборной Японии, под его руководством команда всегда занимала места на пьедестале почёта; в числе прочего, тренировал её на зимних Олимпийских играх 2018, где они выиграли бронзовые медали. Также является главным тренером команды скипа Сацуки Фудзисава «Loco Solare» (Китами). В качестве национального тренера национальных сборных Японии участник зимних Олимпийских игр 2022, где женская команда Японии стали серебряными призёрами.

## Достижения
- Чемпионат Японии по кёрлингу среди смешанных пар: бронза (2007).
- Чемпионат Японии по кёрлингу среди мужчин: серебро (1990, 2002), бронза (1992, 2001, 2009, 2024).

## Команды
| Сезон                                               | Четвёртый          | Третий        | Второй            | Первый            | Запасной                                         | Турниры   |
| --------------------------------------------------- | ------------------ | ------------- | ----------------- | ----------------- | ------------------------------------------------ | --------- |
| 1989—90                                             | Atsushi Nasu       | Yoshiaki Hori | Рёдзи Онодэра     | Satoshi Eda       | Masamichi Mukai                                  | ЧЯМ 1990  |
| 1991—92                                             | Yoshiaki Hori      | Atsushi Nasu  | Рёдзи Онодэра     | Satoshi Eda       | Shinji Miura                                     | ЧЯМ 1992  |
| 2000—01                                             | Hirofumi Kobayashi | Kogo Shiga    | Юки Савамукаи     | Naoyuki Miyashita | Рёдзи Онодэра                                    | ЧЯМ 2001  |
| 2001—02                                             | Hirofumi Kobayashi | Юки Савамукаи | Naoyuki Miyashita | Рёдзи Онодэра     | Atsushi Nasu                                     | ЧЯМ 2002  |
| 2008—09                                             | Макото Цуруга      | Юки Савамукаи | Юсаку Сибая       | Рёсукэ Ханэиси    | Рёдзи Онодэра                                    | ЧЯМ 2009  |
| 2023—24                                             | Takumi Maeda       | Асэи Накахара | Hiroki Maeda      | Uryu Kamikawa     | Рёдзи Онодэра тренеры: Рёдзи Онодэра, Nobuo Aoki | ЧЯМ 2024  |
| Кёрлинг среди смешанных пар (mixed doubles curling) |                    |               |                   |                   |                                                  |           |
| 2007—08                                             | Кахо Онодэра       | Рёдзи Онодэра |                   |                   |                                                  | ЧЯСП 2007 |

(скипы выделены полужирным шрифтом)

## Результаты как тренера национальных сборных
| Год  | Турнир                                                             | Сборная          | Место |
| ---- | ------------------------------------------------------------------ | ---------------- | ----- |
| 2015 | Тихоокеанско-Азиатский чемпионат по кёрлингу 2015                  | Япония (женщины) | 1     |
| 2016 | Тихоокеанско-Азиатский чемпионат по кёрлингу 2016                  | Япония (женщины) | 3     |
| 2017 | Тихоокеанско-Азиатский чемпионат по кёрлингу 2017                  | Япония (женщины) | 2     |
| 2018 | Зимние Олимпийские игры 2018                                       | Япония (женщины) | 3     |
| 2018 | Тихоокеанско-Азиатский чемпионат по кёрлингу 2012                  | Япония (женщины) | 2     |
| 2021 | Кёрлинг на зимних Олимпийских играх 2022 (квалификационный турнир) | Япония (женщины) | 2     |
| 2022 | Зимние Олимпийские игры 2022                                       | Япония (женщины) | 2     |
| 2023 | Чемпионат мира по кёрлингу среди женщин 2023                       | Япония (женщины) | 5     |
| 2023 | Панконтинентальный чемпионат по кёрлингу 2023                      | Япония (женщины) | 2     |

## Частная жизнь
Представитель семьи кёрлингистов: его старшая дочь Аюми Огасавара (урождённая Онодэра) — кёрлингистка и тренер по кёрлингу, участница трёх зимних Олимпийских игр, чемпионка и призёр Тихоокеанско-азиатских чемпионатов и чемпионатов Японии; его младшая дочь Кахо Онодэра — тоже кёрлингистка, участница зимних Олимпийских игр 2014, чемпионка и призёр Тихоокеанско-азиатских чемпионатов и чемпионатов Японии; Рёдзи и Кахо в смешанной паре стали бронзовыми призёрами чемпионата Японии в 2007.